# Єссе Йоронен
Єссе Пекка Йоронен (фін. Jesse Pekka Joronen; 21 березня 1993, Раут'ярві, Фінляндія) — фінський футболіст, воротар італійської «Венеції» і національної збірної Фінляндії.

## Клубна кар'єра
Єссе починав свою кар'єру в команді «СіУ». У 2009 році він перейшов в англійський «Фулгем» і грав за юнацькі команди клубу. 25 жовтня 2012 року Єссе був орендований клубом «Мейденгед Юнайтед», провів вісім матчів.
22 лютого 2013 року він був орендований командою «Кембридж Юнайтед». Однак через день Єссе повернувся в розташування «Фулгема», оскільки у кембриджській команді йому була уготована роль запасного. У результаті Єссе вирушив на правах оренди в «Лахті», за який провів вісімнадцять матчів. 5 серпня 2013 року він повернувся в «Фулгем».
В подальшому віддавався в оренду в «Аккрінгтон Стенлі» та «Стівенідж».
Протягом 2017–2019 років грав у Данії, провівши по одному сезону за «Хорсенс» і «Копенгаген».
Влітку 2019 року за 5 мільйонів євро перейшов до «Брешії», яка після тривалої перерви саме повернулася до елітного футбольного  дивізіону Італії. Відразу став основним воротарем команди, не зумівши, утім, допомогти їй зберегти місце в еліті за результатами сезону 2019/20, тож наступні два роки захищав її кольори на рівні другого італійського дивізіону.
1 липня 2022 року став гравцем іншого представника Серії B, «Венеції», якій трансфер воротаря обійшовся в 1,25 мільйона євро.

## Кар'єра в збірній
Єссе виступав за юнацькі та молодіжну збірні Фінляндії. Його дебют за першу збірну відбувся 24 січня 2013 року в матчі проти збірної Таїланду.

## Статистика виступів

### Статистика клубних виступів
Станом на 21 серпня 2022
| Сезон                | Команда             | Чемпіонат          | Чемпіонат | Чемпіонат     | Національний кубок | Національний кубок | Національний кубок | Континентальні кубки | Континентальні кубки | Континентальні кубки | Інші змагання | Інші змагання | Інші змагання | Усього | Усього  |
| Сезон                | Команда             | Ліга               | Ігор      | Голів         | Ліга               | Ігор               | Голів              | Ліга                 | Ігор                 | Голів                | Ліга          | Ігор          | Голів         | Ігор   | Голів   |
| -------------------- | ------------------- | ------------------ | --------- | ------------- | ------------------ | ------------------ | ------------------ | -------------------- | -------------------- | -------------------- | ------------- | ------------- | ------------- | ------ | ------- |
| жовт. 2012-лют. 2013 | «Мейденгед Юнайтед» | НЛП                | 8         | -?            | -                  | -                  | -                  | -                    | -                    | -                    | -             | -             | -             | 8      | -?      |
| лют. 2013            | «Кембридж Юнайтед»  | НЛ                 | 0         | 0             | -                  | -                  | -                  | -                    | -                    | -                    | -             | -             | -             | 0      | 0       |
| лют.-трав. 2013      | «Фулгем»            | ПЛ                 | 0         | 0             | КА+КЛ              | 0                  | 0                  | -                    | -                    | -                    | -             | -             | -             | 0      | 0       |
| трав.-серп. 2013     | «Лахті»             | ВЛ                 | 18        | -25           | КФ                 | -                  | -                  | -                    | -                    | -                    | -             | -             | -             | 18     | -25     |
| серп. 2013–14        | «Фулгем»            | ПЛ                 | 0         | 0             | КА+КЛ              | 0                  | 0                  | -                    | -                    | -                    | -             | -             | -             | 0      | 0       |
| серп.-жовт. 2014     | «Фулгем»            | ЧФЛ                | 4         | -9            | КА+КЛ              | 0                  | 0                  | -                    | -                    | -                    | -             | -             | -             | 4      | -9      |
| жовт.-nov. 2014      | «Аккрінгтон Стенлі» | ФЛ2                | 4         | -4            | КА+КЛ+ТФЛ          | 0                  | 0                  | -                    | -                    | -                    | -             | -             | -             | 4      | -4      |
| лист. 2014–15        | «Фулгем»            | ЧФЛ                | 0         | 0             | КА+КЛ              | 0                  | 0                  | -                    | -                    | -                    | -             | -             | -             | 0      | 0       |
| 2015-січ. 2016       | «Стівенідж»         | ФЛ2                | 10        | –; 1          | КА+КЛ+ТФЛ          | 1+0+0              | 0                  | -                    | -                    | -                    | -             | -             | -             | 11     | -19; 1  |
| січ.-черв. 2016      | «Фулгем»            | ЧФЛ                | 0         | 0             | КА+КЛ              | -                  | -                  | -                    | -                    | -                    | -             | -             | -             | 0      | 0       |
| 2016–17              | «Фулгем»            | ЧФЛ                | 0         | 0             | КА+КЛ              | 0                  | 0                  | -                    | -                    | -                    | -             | -             | -             | 0      | 0       |
| Усього за «Фулгем»   | Усього за «Фулгем»  | Усього за «Фулгем» | 4         | -9            |                    | 0                  | 0                  |                      | -                    | -                    |               | -             | -             | 4      | -9      |
| 2017–18              | «Горсенс»           | СЛ                 | 25+3      | -34 + -5      | КД                 | 0                  | 0                  | -                    | -                    | -                    | -             | -             | -             | 28     | -39     |
| 2018–19              | «Копенгаген»        | СЛ                 | 23+8      | -18 + -9      | КД                 | 1                  | -2                 | ЛЄ                   | 6                    | -4                   | -             | -             | -             | 38     | -33     |
| 2019–20              | «Брешія»            | A                  | 29        | -59           | КІ                 | 1                  | -2                 | -                    | -                    | -                    | -             | -             | -             | 30     | -61     |
| 2020–21              | «Брешія»            | B                  | 37+1      | -52+ -1       | КІ                 | 0                  | 0                  | -                    | -                    | -                    | -             | -             | -             | 38     | -53     |
| 2021–22              | «Брешія»            | B                  | 37+3      | -32+ -6       | КІ                 | 1                  | -1                 | -                    | -                    | -                    | -             | -             | -             | 41     | -39     |
| Усього за «Брешію»   | Усього за «Брешію»  | Усього за «Брешію» | 103+4     | -143 + -7     |                    | 2                  | -3                 |                      | -                    | -                    |               | -             | -             | 109    | -153    |
| 2022–23              | «Венеція»           | B                  | 2         | -3            | КІ                 | 1                  | -3                 | -                    | -                    | -                    | -             | -             | -             | 3      | -6      |
| Усього за кар'єру    | Усього за кар'єру   | Усього за кар'єру  | 197+15    | -255; 1 + -21 |                    | 5                  | -8                 |                      | 6                    | -4                   |               | -             | -             | 222    | -289; 1 |

### Статистика виступів за збірну
Станом на 21 серпня 2022
| Дата       | Місто        | Господарі | Результат | Гості                | Турнір                               | Голи | Примітки |
| ---------- | ------------ | --------- | --------- | -------------------- | ------------------------------------ | ---- | -------- |
| 23-1-2013  | Чіангмай     | Таїланд   | 1 – 3     | Фінляндія            | товариський матч                     | -1   |          |
| 29-3-2016  | Осло         | Норвегія  | 2 – 0     | Фінляндія            | товариський матч                     | -2   | 46'      |
| 9-11-2017  | Гельсінкі    | Фінляндія | 3 – 0     | Естонія              | товариський матч                     | -    |          |
| 11-1-2018  | Абу-Дабі     | Йорданія  | 1 – 2     | Фінляндія            | товариський матч                     | -1   |          |
| 26-3-2018  | Анталія      | Фінляндія | 5 – 0     | Мальта               | товариський матч                     | -    | 46'      |
| 18-11-2018 | Будапешт     | Угорщина  | 2 – 0     | Фінляндія            | Ліга націй УЄФА 2018-2019 - 1-й етап | -2   |          |
| 8-1-2019   | Доха         | Фінляндія | 1 – 0     | Швеція               | товариський матч                     | -    |          |
| 18-11-2019 | Афіни        | Греція    | 2 – 1     | Фінляндія            | Відбір до ЧЄ 2020                    | -2   |          |
| 7-10-2020  | Гданськ      | Польща    | 5 – 1     | Фінляндія            | товариський матч                     | -5   |          |
| 11-11-2020 | Сен-Дені     | Франція   | 0 – 2     | Фінляндія            | товариський матч                     | -    |          |
| 24-3-2021  | Гельсінкі    | Фінляндія | 2 – 2     | Боснія і Герцеговина | Відбір до ЧС 2022                    | -2   |          |
| 28-3-2021  | Київ         | Україна   | 1 – 1     | Фінляндія            | Відбір до ЧС 2022                    | -1   |          |
| 31-3-2021  | Санкт-Галлен | Швейцарія | 3 – 2     | Фінляндія            | товариський матч                     | -1   | 46'      |
| 29-5-2021  | Стокгольм    | Швеція    | 2 – 0     | Фінляндія            | товариський матч                     | -2   |          |
| 26-3-2022  | Мурсія       | Фінляндія | 1 – 1     | Ісландія             | товариський матч                     | -1   |          |
| 11-6-2022  | Бухарест     | Румунія   | 1 – 0     | Фінляндія            | Ліга націй УЄФА 2022-2023 - 1-й етап | -1   |          |
| Усього     |              | Матчів    | 16        |                      | Голів                                | -21  |          |

## Досягнення
- Володар Кубка фінської ліги (1):

«Лахті»: 2013
- Чемпіон Данії (1):

«Копенгаген»: 2018-19